# Сухінін Олександр Степанович
Олександр Степанович Сухінін (нар. 1950) — радянський і російський актор театра і кіно.

## Життєпис
Олександр Сухінін народився 31 липня 1950а в Караганді.
Закінчив Ярославське театральне училище і Свердловське театральне училище.
З 1998 року є актором Театр на Покровці п/р Сергія Арцибашева.

## Творчість

### Ролі в театрі
- 1993 — «Місяць в селі» І. С. Тургенєва. Режисер:Сергій Арцибашев-Большінцов(введення)
- 1993 — «Ревізор» Н. В. Гоголя. Режисер:Сергій Арцибашев-Антон Антонович Ськвозник — Дмухановскій(введення)
- 1996 — «Одруження» Н. В. Гоголя. Режисер:Сергій Арцибашев-Жевакін(введення)
- 1998 — «Кабала святенників» М. А. Булгакова. Режисер:Сергій Арцибашев-Батько Варфоломій
- 2001 — «П'ять вечорів» А. М. Володіна. Режисер:Сергій Арцибашев-Тимофєєв
- 2002 — «Войовниця» Н. С. Лєскова. Режисер:Василь Федотов-Полковник
- 2004 — «Уроки музики» Л. С. Петрушевської. Постановка та оформленняСергій Арцибашев, режисерВалерій Ненашев-Іванов
- 2005 — «На дні» М. Горького. Режисер:Володимир Портнов-Медведєв
- 2006 — «Горе від розуму» А. С. Грибоєдова. Режисер:Сергій Арцибашев-Князь Тугоуховскій
- 2008 — «Скажені гроші» А. М. Островського. Режисер:Сергій Посельський-Кучумів

### Фільмографія
1. 2003 — Антикілер 2
2. 2006 — Повернення блудного папи
3. 2007 — Подруга банкіра -Начальник охорони банкіра Басова
4. 2007 — Тетянин день -Гладишев
5. 2007 — трюкачі
6. 2007 — Наст
7. 2008 — Шалений янгол
8. 2008 — 2011 — Універ -Петрович
9. 2009 — І була війна
10. 2009 — Люди Шпака
11. 2010 — Земської доктор
12. 2010 — Невидимки -Андрій Пороховніков
13. 2010 — Шлях до себе -Лікар
14. 2010 — Розкрутка -Начальник охорони
15. 2010 — Сорок третій номер